# 채널 5
채널 5(영어: Channel Five)는 영국의 지상파 민영방송국이며, 1997년 3월 30일에 개국하였다. 2002년부터 2010년까지 최대 법인은 룩셈부르크의 RTL 그룹이었으며 Five란 이름으로 불리었으나, 2010년 7월 23일 Northern & Shell에 인수되었고, 2011년 2월 14일에 채널 5로 이름을 변경하였다. 2014년 5월 1일에는 바이어컴으로 인수되었다.

## 방송 서비스

### 텔레비전
- Channel 5 (아날로그,지상파 겸용)
- 5* (Five Star) (2006년 개국, 2006년~2008년 Five Life, 2008년~2011년 Fiver)
- 5USA (2006년 개국, 2006년~2009년 Five US, 2009년~2011년 Five USA)
- SPIKE UK (2015년 개국)

방송광고는 Channel 5 Media가 대행판매하고 있다. 바이어컴의 Viacom International Media Networks가 Channel 5 Media의 대주주이다.

## 채널 5 뉴스
채널 5 뉴스(Channel 5 News)는 채널 5에서 방송되는 뉴스 프로그램으로 ITN에서 기사를 제공받고 있다. 개국 이래 ITN에 위탁하였다가 2004년부터 2012년까지 잠시 스카이 뉴스에서 기사를 제공받고 있었으나, 2012년부터 다시 ITN에 위탁해 제작하고 있다.

## 로고

1997년 3월 30일 ~ 2002년 9월 16일
2002년 9월 16일 ~ 2008년 10월 6일
2008년 10월 6일 ~ 2011년 2월 14일
2011년 2월 14일 ~ 2016년 2월 10일

## 같이 보기
- BBC
- ITV
- 채널 4